# Російська єврейська енциклопедія
Російська єврейська енциклопедія (рос. Российская еврейская энциклопедия) — енциклопедія в 7 томах, присвячена життю й діяльності євреїв СРСР та пострадянських країн. Заснована в Москві з ініціативи Російської академії природничих наук.

## Опис
Енциклопедія структурно поділяється  на три частини: біографічну, краєзнавчу (історія єврейських громад дореволюційної Росії, СРСР і СНД) і тематичну (поняття, пов'язані з єврейською цивілізацією, внесок євреїв Росії у різні сфери діяльності, різні єврейські громадські, наукові, культурні організації тощо). Матеріали опублікованих томів містять понад 10 000 біографій і понад 10 000 географічних назв. Наголошується, що приналежність включених до словника енциклопедії людей до єврейства розуміється редакторами проєкту широко, тобто включаючи осіб що не є євреями за галахою.
Протягом 1994 — 2011 років видано сім томів зі запланованих дев'яти:
1. Биографии: А — К. — 1994. — 557 с. ISBN 965-293-033-4
2. Биографии: К — Р. — 1995. — 526 c. ISBN 965-293-040-7
3. Биографии: С — Я. — 1997. — 528 с. ISBN 965-293-05-12
4. Историческое краеведение: А — Й. — 2000. — 535 c. ISBN 965-293-063-6
5. Историческое краеведение: К — М. — 2004. — 493 с. ISBN 965-293-05-12
6. Историческое краеведение: Н — Се. — 2007. — 500 с. ISBN 965-293-05-12
7. Историческое краеведение: Си — Я. — 2011. — 444 с. ISBN 978-594-244-03-74

Головний редактор Герман Брановер, заступник З. М. Вагнер, головний науковий консультант Ісая Берлін .
У 2009 році було створено електронну версію Російської єврейської енциклопедії. Порівняно з паперовою версією, в електронну внесені виправлення та доповнення у вигляді нових статей.